# Fredede bygninger i Nyborg Kommune
Denne liste over fredede bygninger i Nyborg Kommune viser alle fredede bygninger i Nyborg Kommune, bortset fra kirker. Listen bygger på data fra Kulturarvsstyrelsen.
| Sagsnavn                                   | Komplekstype         | Opførelsesår | Adresse                             | Koordinater                                   | Fredningsår (1. fredning) | ID (Link til Kulturarv.dk) | Billede     |
| ------------------------------------------ | -------------------- | ------------ | ----------------------------------- | --------------------------------------------- | ------------------------- | -------------------------- | ----------- |
| Adelgade 2 og Kongegade 24                 |                      | 1797         | Kongegade 24, 5800 Nyborg           | 55°18′41″N 10°47′31″Ø / 55.31137°N 10.79200°Ø |                           | 450-100-1                  | Upload foto |
| Avnslev Hospital                           |                      | 1755         | Aunslev Kirkevej 3, 5800 Nyborg     | 55°21′18″N 10°42′45″Ø / 55.35491°N 10.71256°Ø |                           | 450-2058-1                 | Upload foto |
| Blegdamsgade 7                             | Baghuse              | 1827         | Blegdamsgade 7B, 5800 Nyborg        | 55°18′50″N 10°47′13″Ø / 55.31393°N 10.78694°Ø |                           | 450-326-2                  | Upload foto |
| Blegdamsgade 7                             | Forhus               | 1827         | Blegdamsgade 7, 5800 Nyborg         | 55°18′51″N 10°47′13″Ø / 55.31407°N 10.78688°Ø |                           | 450-326-1                  | Upload foto |
| Blegdamsgade 7                             |                      | 1786         | Blegdamsgade 7, 5800 Nyborg         | 55°18′51″N 10°47′13″Ø / 55.31407°N 10.78688°Ø |                           | 450-326-3                  | Upload foto |
| Blegdamsgade 14                            |                      | 1740         | Blegdamsgade 14, 5800 Nyborg        | 55°18′50″N 10°47′10″Ø / 55.31394°N 10.78611°Ø |                           | 450-332-1                  | Upload foto |
| Blegdamsgade 14                            |                      | 1770         | Blegdamsgade 14, 5800 Nyborg        | 55°18′50″N 10°47′10″Ø / 55.31394°N 10.78611°Ø |                           | 450-332-2                  | Upload foto |
| Den tidl. Isbådsstation                    |                      | 1827         | Fyrvej 1A, 5800 Nyborg              | 55°17′33″N 10°50′51″Ø / 55.29263°N 10.84758°Ø |                           | 450-1215-2                 | Upload foto |
| Dyrehave Mølle                             | Møllen               | 1858         | Dyrehavevej 84, 5800 Nyborg         | 55°18′04″N 10°46′50″Ø / 55.30124°N 10.78044°Ø |                           | 450-883-2                  | Upload foto |
| Glorup                                     |                      | 1889         | Glorupvej 34, 5853 Ørbæk            | 55°12′23″N 10°42′28″Ø / 55.20630°N 10.70772°Ø |                           | 450-10632-1                | Upload foto |
| Glorup                                     |                      | 1870         | Glorupvej 34, 5853 Ørbæk            | 55°12′23″N 10°42′28″Ø / 55.20630°N 10.70772°Ø |                           | 450-10632-53               | Upload foto |
| Grønne Mølle                               |                      | 1843         | Grønne Møllevejen 2, 5540 Ullerslev | 55°20′09″N 10°40′41″Ø / 55.33571°N 10.67807°Ø |                           | 450-8070-1                 | Upload foto |
| Grønne Mølle                               |                      | 1830         | Grønne Møllevejen 2, 5540 Ullerslev | 55°20′09″N 10°40′41″Ø / 55.33571°N 10.67807°Ø |                           | 450-8070-2                 | Upload foto |
| Grønne Mølle                               |                      | 1830         | Grønne Møllevejen 2, 5540 Ullerslev | 55°20′09″N 10°40′41″Ø / 55.33571°N 10.67807°Ø |                           | 450-8070-3                 | Upload foto |
| Grønne Mølle                               |                      | 1830         | Grønne Møllevejen 2, 5540 Ullerslev | 55°20′09″N 10°40′41″Ø / 55.33571°N 10.67807°Ø |                           | 450-8070-4                 | Upload foto |
| Gyldencrones Palæ                          |                      | 1600         | Kongegade 1, 5800 Nyborg            | 55°18′42″N 10°47′20″Ø / 55.31170°N 10.78885°Ø |                           | 450-2272-1                 | Upload foto |
| Havnegade 6-8                              |                      | 1800         | Havnegade 6, 5800 Nyborg            | 55°18′35″N 10°47′38″Ø / 55.30982°N 10.79401°Ø |                           | 450-1449-1                 | Upload foto |
| Havnekontoret                              |                      | 1810         | Havnegade 4, 5800 Nyborg            | 55°18′35″N 10°47′38″Ø / 55.30983°N 10.79375°Ø |                           | 450-1448-1                 | Upload foto |
| Havnetoldkammeret                          |                      | 1855         | Havnegade 2, 5800 Nyborg            | 55°18′36″N 10°47′32″Ø / 55.30992°N 10.79221°Ø |                           | 450-6524-1                 | Upload foto |
| Hindemae                                   |                      | 1780         | Hindemaevej 86, 5540 Ullerslev      | 55°20′51″N 10°39′51″Ø / 55.34756°N 10.66426°Ø |                           | 450-9134-1                 | Upload foto |
| Holckenhavn                                | Herregård            | 1634         | Holckenhavn 1, 5800 Nyborg          | 55°17′34″N 10°46′31″Ø / 55.29265°N 10.77530°Ø |                           | 450-1684-1                 | Upload foto |
| Juelsberg                                  |                      | 1850         | Juelsbergvej 11B, 5800 Nyborg       | 55°20′29″N 10°45′52″Ø / 55.34145°N 10.76442°Ø |                           | 450-801-2                  | Upload foto |
| Juelsberg                                  |                      | 1850         | Juelsbergvej 11C, 5800 Nyborg       | 55°20′29″N 10°45′49″Ø / 55.34142°N 10.76366°Ø |                           | 450-801-3                  | Upload foto |
| Juelsberg                                  |                      | 1770         | Juelsbergvej 11, 5800 Nyborg        | 55°20′30″N 10°45′50″Ø / 55.34172°N 10.76397°Ø |                           | 450-801-1                  | Upload foto |
| Juelsberg                                  | Thepavillon/iskælder | 1835         | Juelsbergvej 11, 5800 Nyborg        | 55°20′30″N 10°45′50″Ø / 55.34172°N 10.76397°Ø |                           | 450-801-9                  | Upload foto |
| Juelsberg, Optisk Telegraf                 |                      | 1802         | Telegrafvej 2, 5800 Nyborg          | 55°18′56″N 10°46′32″Ø / 55.31556°N 10.77565°Ø |                           | 450-4562-1                 | Upload foto |
| Juulskov                                   |                      | 1590         | Juulskovvej 12, 5853 Ørbæk          | 55°18′02″N 10°41′16″Ø / 55.30048°N 10.68766°Ø |                           | 450-10929-1                | Upload foto |
| Kalentegården                              |                      | 1800         | Korsgade 2, 5800 Nyborg             | 55°18′43″N 10°47′24″Ø / 55.31207°N 10.79000°Ø |                           | 450-2329-1                 | Upload foto |
| Kongegade 12                               |                      | 1799         | Kongegade 12, 5800 Nyborg           | 55°18′41″N 10°47′26″Ø / 55.31147°N 10.79060°Ø |                           | 450-2280-1                 | Upload foto |
| Kongegade 12                               |                      | 1799         | Kongegade 12, 5800 Nyborg           | 55°18′41″N 10°47′26″Ø / 55.31147°N 10.79060°Ø |                           | 450-2280-2                 | Upload foto |
| Kongegade 12                               |                      | 1799         | Kongegade 12, 5800 Nyborg           | 55°18′41″N 10°47′26″Ø / 55.31147°N 10.79060°Ø |                           | 450-2280-3                 | Upload foto |
| Kongegade 12                               |                      | 1897         | Kongegade 12, 5800 Nyborg           | 55°18′41″N 10°47′26″Ø / 55.31147°N 10.79060°Ø |                           | 450-2280-4                 | Upload foto |
| Korsbrødregården, Sankt Hans Gård          |                      | 1600         | Adelgade 1, 5800 Nyborg             | 55°18′40″N 10°47′33″Ø / 55.31123°N 10.79257°Ø |                           | 450-99-1                   | Upload foto |
| Korsbrødregården, Sankt Hans Gård          |                      | 1300         | Korsbrødregade 2, 5800 Nyborg       | 55°18′41″N 10°47′34″Ø / 55.31128°N 10.79278°Ø |                           | 450-99-2                   | Upload foto |
| Korsgade 4                                 |                      | 1900         | Korsgade 4, 5800 Nyborg             | 55°18′42″N 10°47′24″Ø / 55.31180°N 10.79002°Ø |                           | 450-2330-1                 | Upload foto |
| Kullerup Præstegård                        |                      | 1760         | Ferritslevvej 28A, 5853 Ørbæk       | 55°19′05″N 10°42′14″Ø / 55.31808°N 10.70396°Ø |                           | 450-10432-1                | Upload foto |
| Lille Mølle                                | Vandmølle            | 1827         | Lillemøllevej 14, 5853 Ørbæk        | 55°17′03″N 10°42′16″Ø / 55.28405°N 10.70454°Ø |                           | 450-11220-1                | Upload foto |
| Lille Mølle                                |                      | 1827         | Lillemøllevej 14, 5853 Ørbæk        | 55°17′03″N 10°42′16″Ø / 55.28405°N 10.70454°Ø |                           | 450-11220-2                | Upload foto |
| Lille Mølle                                |                      | 1827         | Lillemøllevej 14, 5853 Ørbæk        | 55°17′03″N 10°42′16″Ø / 55.28405°N 10.70454°Ø |                           | 450-11220-3                | Upload foto |
| Lille Mølle                                |                      | 1827         | Lillemøllevej 14, 5853 Ørbæk        | 55°17′03″N 10°42′16″Ø / 55.28405°N 10.70454°Ø |                           | 450-11220-4                | Upload foto |
| Lykkesholm                                 |                      | 1668         | Lykkesholmsvej 20, 5853 Ørbæk       | 55°14′22″N 10°37′06″Ø / 55.23932°N 10.61825°Ø |                           | 450-11266-1                | Upload foto |
| Lykkesholm                                 |                      | 1786         | Lykkesholmsvej 20, 5853 Ørbæk       | 55°14′22″N 10°37′06″Ø / 55.23932°N 10.61825°Ø |                           | 450-11266-2                | Upload foto |
| Lykkesholm                                 |                      | 1640         | Lykkesholmsvej 20, 5853 Ørbæk       | 55°14′22″N 10°37′06″Ø / 55.23932°N 10.61825°Ø |                           | 450-11266-4                | Upload foto |
| Mads Lerches Gård/ museet Borgmestergården |                      | 1601         | Slotsgade 11, 5800 Nyborg           | 55°18′42″N 10°47′19″Ø / 55.31159°N 10.78858°Ø |                           | 450-3843-1                 | Upload foto |
| Nyborg Bibliotek                           |                      | 1936         | Torvet 11, 5800 Nyborg              | 55°18′45″N 10°47′19″Ø / 55.31244°N 10.78871°Ø |                           | 450-4629-1                 | Upload foto |
| Nyborg Præstegård                          | Forhus               | 1200         | Korsbrødregade 4, 5800 Nyborg       | 55°18′41″N 10°47′35″Ø / 55.31127°N 10.79309°Ø |                           | 450-2328-1                 | Upload foto |
| Nyborg Rådhus                              |                      | 1584         | Torvet 1, 5800 Nyborg               | 55°18′46″N 10°47′25″Ø / 55.31268°N 10.79023°Ø |                           | 450-4623-1                 | Upload foto |
| Nyborg Slot                                |                      | 1170         | Slotsgade 36, 5800 Nyborg           | 55°18′46″N 10°47′12″Ø / 55.31275°N 10.78678°Ø |                           | 450-3853-4                 | Upload foto |
| Nyborg Slot                                |                      | 1170         | Slotsgade 37, 5800 Nyborg           | 55°18′46″N 10°47′12″Ø / 55.31273°N 10.78678°Ø |                           | 450-3853-3                 | Upload foto |
| Nyborg Vandtårn                            |                      | 1880         | Møllebakken 10, 5800 Nyborg         | 55°18′51″N 10°47′05″Ø / 55.31423°N 10.78461°Ø |                           | 450-1217-1                 | Upload foto |
| Nyborg Volde/Landporten                    |                      | 1666         | Lindealleen 1, 5800 Nyborg          | 55°18′51″N 10°47′20″Ø / 55.31421°N 10.78885°Ø |                           | 450-2482-1                 | Upload foto |
| Nyborg Volde                               |                      |              | Lindealleen 1, 5800 Nyborg          | 55°18′51″N 10°47′20″Ø / 55.31421°N 10.78885°Ø |                           | 450-2482--1                | Upload foto |
| Rasmus Møllers Gård                        |                      | 1798         | Nørregade 1, 5800 Nyborg            | 55°18′45″N 10°47′26″Ø / 55.31247°N 10.79068°Ø |                           | 450-2969-1                 | Upload foto |
| Ravnholt                                   |                      | 1700         | Ravnholtvej 57, 5853 Ørbæk          | 55°15′39″N 10°34′54″Ø / 55.26085°N 10.58180°Ø |                           | 450-11713-1                | Upload foto |
| Ravnholt                                   |                      | 1700         | Ravnholtvej 57, 5853 Ørbæk          | 55°15′39″N 10°34′54″Ø / 55.26085°N 10.58180°Ø |                           | 450-11713-2                | Upload foto |
| Risinge                                    |                      | 1750         | Risingevej 7, 5540 Ullerslev        | 55°24′39″N 10°42′48″Ø / 55.41092°N 10.71321°Ø |                           | 450-8800-1                 | Upload foto |
| Risinge                                    |                      | 1850         | Risingevej 7, 5540 Ullerslev        | 55°24′39″N 10°42′48″Ø / 55.41092°N 10.71321°Ø |                           | 450-8800-2                 | Upload foto |
| Rygård                                     |                      | 1530         | Rygårdsvej 28, 5874 Hesselager      | 55°11′34″N 10°42′00″Ø / 55.19271°N 10.69993°Ø |                           | 450-11794-1                | Upload foto |
| Sentvedvej 1                               |                      | 1650         | Sentvedvej 1, 5853 Ørbæk            | 55°15′16″N 10°40′18″Ø / 55.25434°N 10.67165°Ø |                           | 450-11795-1                | Upload foto |
| Sentvedvej 1                               |                      | 1650         | Sentvedvej 1, 5853 Ørbæk            | 55°15′16″N 10°40′18″Ø / 55.25434°N 10.67165°Ø |                           | 450-11795-2                | Upload foto |
| Skippergade 26                             |                      | 1600         | Skippergade 26, 5800 Nyborg         | 55°18′39″N 10°47′38″Ø / 55.31097°N 10.79391°Ø |                           | 450-6239-1                 | Upload foto |
| Skippergade 26 A-D                         |                      | 1600         | Skippergade 26A, 5800 Nyborg        | 55°18′40″N 10°47′39″Ø / 55.31100°N 10.79403°Ø |                           | 450-3681-1                 | Upload foto |
| Slipshavn Lodsstation                      |                      |              | Slipshavnsvej 51, 5800 Nyborg       | 55°17′10″N 10°49′33″Ø / 55.28610°N 10.82573°Ø |                           | 450-3834-31                | Upload foto |
| Slotsgade 13                               |                      | 1877         | Slotsgade 13, 5800 Nyborg           | 55°18′42″N 10°47′18″Ø / 55.31160°N 10.78830°Ø |                           | 450-6631-1                 | Upload foto |
| Slotsgade 15                               |                      | 1530         | Slotsgade 15, 5800 Nyborg           | 55°18′42″N 10°47′17″Ø / 55.31161°N 10.78815°Ø |                           | 450-4766-2                 | Upload foto |
| Slotsmøllerens Hus                         |                      | 1700         | Torvet 10, 5800 Nyborg              | 55°18′47″N 10°47′22″Ø / 55.31311°N 10.78934°Ø |                           | 450-4627-1                 | Upload foto |
| Svindinge Hospital, Glorups Stiftelse      |                      | 1853         | Svendborgvej 71, 5853 Ørbæk         | 55°12′59″N 10°41′16″Ø / 55.21648°N 10.68776°Ø |                           | 450-12192-1                | Upload foto |
| Vindinge Kirkelade                         |                      | 1550         | Bøjdenvej 116A, 5800 Nyborg         | 55°18′34″N 10°43′59″Ø / 55.30947°N 10.73299°Ø |                           | 450-6787-2                 | Upload foto |
| Vindinge Sprøjtehus                        | Sprøjtehuset         | 1895         | Rosildevænget 8M, 5800 Nyborg       | 55°18′28″N 10°43′46″Ø / 55.30774°N 10.72931°Ø |                           | 450-6779-1                 | Upload foto |
| Ørbæklunde                                 |                      | 1593         | Ørbæklundevej 1, 5853 Ørbæk         | 55°14′44″N 10°40′10″Ø / 55.24568°N 10.66956°Ø |                           | 450-10254-1                | Upload foto |
| Ørbæklunde                                 |                      | 1730         | Ørbæklundevej 1, 5853 Ørbæk         | 55°14′44″N 10°40′10″Ø / 55.24568°N 10.66956°Ø |                           | 450-10254-7                | Upload foto |
| Ørbæklunde                                 |                      | 1732         | Ørbæklundevej 1, 5853 Ørbæk         | 55°14′44″N 10°40′10″Ø / 55.24568°N 10.66956°Ø |                           | 450-10254-9                | Upload foto |
| Ørbæklunde                                 |                      | 1732         | Ørbæklundevej 5, 5853 Ørbæk         | 55°14′44″N 10°40′06″Ø / 55.24552°N 10.66838°Ø |                           | 450-10254-10               | Upload foto |